# 若松部屋
若松部屋（わかまつべや）は、かつて日本相撲協会に存在した高砂一門の相撲部屋。現在の高砂部屋の前身にあたる。

## 沿革
1926年（大正15年）5月場所限りで引退した高砂部屋（大関・2代朝潮）所属の元小結・射水川が年寄・若枩を襲名して高砂部屋の部屋付き親方として後進の指導にあたっていたが、1929年（昭和4年）1月に分家独立して若枩部屋（わかまつべや）を創設した。8代若枩は、鯱ノ里、若嵐らの幕内力士を育てたが、1953年（昭和28年）9月場所後に直弟子で養子の西岩（前3・鯱ノ里）に弟子を任せて、部屋を閉じた。
1947年（昭和22年）6月場所限りで引退した鯱ノ里は、年寄・西岩を襲名して若枩部屋の部屋付き親方として後進の指導にあたっていたが、先代から弟子を任されて西岩部屋を創設した。その後、1956年（昭和31年）2月に先代が死去したため、同年5月に9代若松を襲名して西岩部屋から若松部屋に名称も変更した。9代は、関脇・岩風、関脇・房錦、幕内・大鷲らを育て、1979年（昭和54年）8月に停年退職を迎えた。
1967年（昭和42年）1月場所限りで引退して先代の婿養子となった房錦は、年寄・山響を襲名して部屋付き親方として後進の指導にあたっていたが、先代の停年退職に伴い、1979年（昭和54年）8月に10代若松を襲名して、部屋を継承した。10代は関取を育てることができず、さらに病気が悪化したため部屋経営を断念し、1990年（平成2年）3月に廃業した。
1989年（平成元年）3月場所限りで引退した高砂部屋（小結・富士錦）の元大関・4代朝潮は、年寄・山響を襲名して高砂部屋の部屋付き親方として後進の指導にあたっていたが、10代の廃業に伴い、1990年（平成2年）3月に11代若松を襲名して、部屋を継承した。師匠である高砂（富士錦）の停年が近づくと、当初後継者とみられていた高砂部屋付きの錦戸親方（関脇・水戸泉）が諸事情で継げなくなってしまった。そこで、2002年（平成14年）2月5日付で高砂と11代若松が年寄名跡の交換を行い、同時に部屋の力士全員が高砂部屋に移籍して、73年間という若松部屋の歴史に幕を下ろした。もっとも、実質は若松部屋が旧・高砂部屋を吸収合併し、現・高砂部屋に名称変更した形（逆さ合併）となってはいる。

## 師匠
- 8代：若枩健之（わかまつ たけし、小結・射水川、富山）
- 9代：若松万雄（わかまつ かずお、前3・鯱ノ里、愛知）
- 10代：若松孝成（わかまつ たかなり、関脇・房錦、千葉）
- 11代：若松末弘（わかまつ すえひろ、大関・4代朝潮、高知）

## 力士
※若松部屋時代における最高位。

### 幕内
関脇
- 岩風角太郎（東京）8代、9代弟子
- 房錦勝比古（千葉）8代、9代弟子
- 朝青龍明徳（モンゴル）11代弟子（高砂部屋に移籍後、68代横綱）

平幕
- 鯱ノ里一郎（前3、愛知）8代弟子
- 若嵐武（前18、長野）8代弟子（西岩部屋に移籍）
- 大鷲平（前3、長野）9代弟子
- 朝乃翔一（前2、神奈川）11代弟子
- 朝乃若武彦（前1、愛知）11代弟子（高砂部屋に移籍）

### 十両
- 高瀬山清（十17、山形）8代弟子（西岩部屋に移籍）
- 朝乃涛誠（十3、青森）11代弟子
- 玉風福太郎（十4、群馬）8代、9代弟子
- 松光正文（十10、茨城）8代、9代弟子

### 幕下以下
- 朝赤龍太郎（幕下、モンゴル）11代弟子（高砂部屋に移籍後、関脇）
- 一ノ矢充（三段目、鹿児島）10代、11代弟子（高砂部屋に移籍）